# Fanúrio
São Fanúrio (Grego : Άγιος Φανούριος, que significa "o revelador"), também conhecido como São Fanúrio, o Novo Manifesto (Grego: Άγιος Φανούριος ο Νεοφανής) é um santo venerado pela Igreja Ortodoxa e pela Igreja Católica Romana .  Ele é comemorado em 27 de agosto. 
O artista da escola cretense Angelos Akotantos, de Creta, pintou vários ícones do santo, muitas vezes retratando-o matando um dragão. Essa tradição é encontrada principalmente em Creta, especialmente em ícones do século XV, quando se diz que o santo salvou muitos cretenses da morte certa nas mãos dos invasores otomanos . 
A capela de São Fanúrio, perto da vila de Agios Georgios, na costa norte da ilha do Chipre, está localizada perto de fósseis de hipopótamos pigmeus . Os moradores locais acreditavam que eram os ossos do santo e os transformavam em pó para fazer uma bebida curativa.  O hipopótamo anão cipriota, Hippopotamus minor, recebeu o nome binomial Phanourios minutus em 1972. 

## História
Tudo o que se sabe sobre São Fanúrio vem dos ícones encontrados na ilha de Rodes, do século XVI. Algumas tradições afirmam que sua mãe era uma mulher pecadora, por quem São Fanúrio orava fervorosamente, embora ela se recusasse a se arrepender em sua vida.  É evidente pela sua iconografia que ele era um soldado que vivia na ilha de Rodes e foi severamente torturado e eventualmente morto pelos turcos otomanos algum tempo depois da ocupação de Rodes . 
Anos após seu martírio, um ícone representando São Fanúrio foi descoberto em uma capela em ruínas na ilha, entre outras peças de iconografia de trabalhadores da construção civil não cristãos.   O bispo de Rodes foi chamado ao local do ícone e declarou Fanúrio santo. A veneração de São Fanúrio espalhou-se posteriormente para o Chipre e depois para a Grécia .

## Veneração

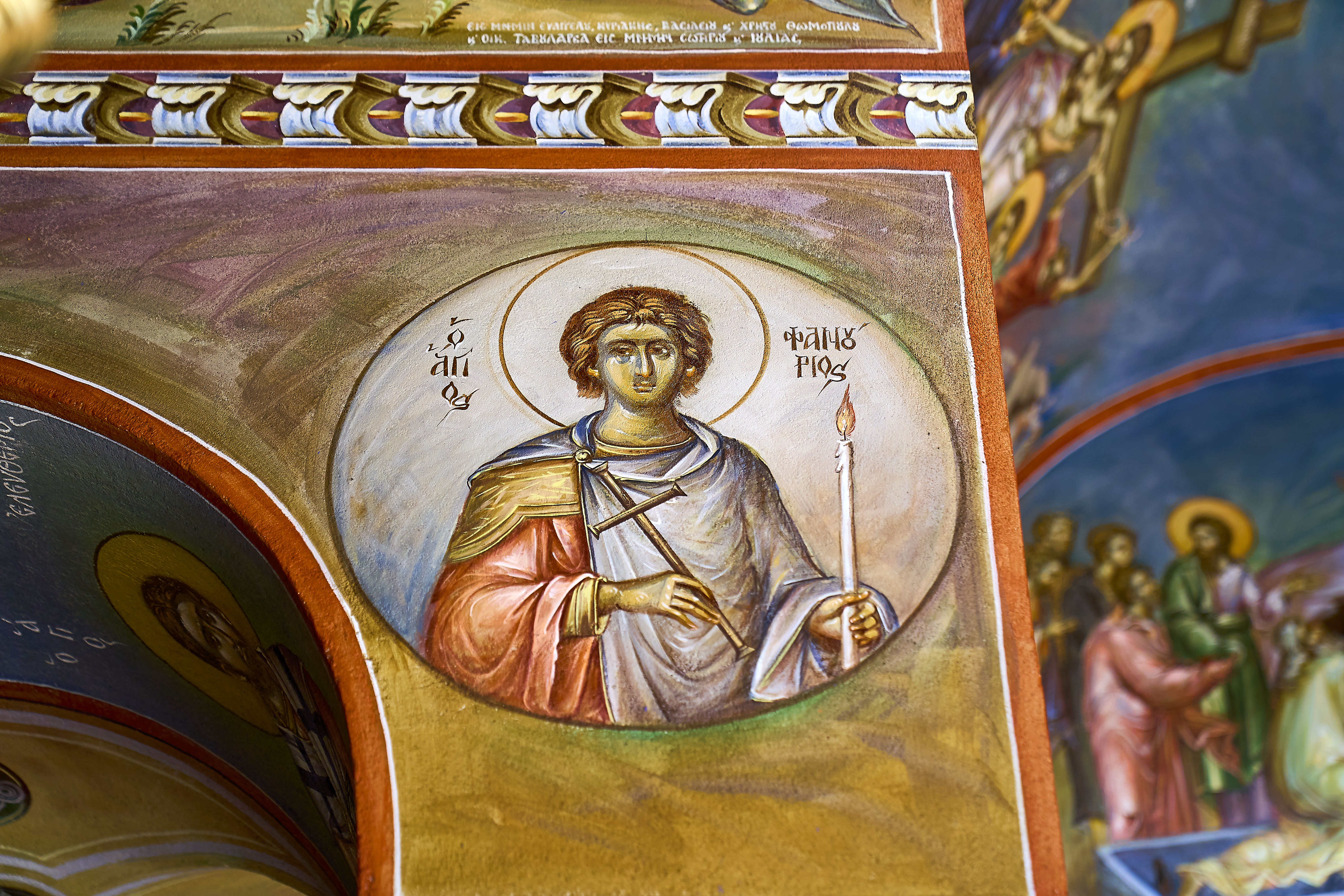
Um mural representando São Fanúrio na Grécia

São Fanúrio recebeu a Coroa de Mártir na fé cristã ortodoxa. Ele também é conhecido por encontrar pertences perdidos de pessoas após súplicas fervorosas, de acordo com a tradição da Igreja Ortodoxa (análogo a Santo Antônio de Lisboa na tradição Católica Romana).
Uma sobremesa grega chamada Fanurópita (Gr. Φανουρόπιτα) é frequentemente assada no dia da festa de São Fanúrio pelos cristãos ortodoxos, mas também é assada em outros dias. É um bolo quaresmal feito em homenagem ao santo e na esperança de encontrar objetos perdidos.

## Links externos
- A vida de São Fanúrio